# Distretto di Hunza
Il distretto di Hunza è uno dei 10 distretti della regione autonoma del Gilgit-Baltistan e Karimabad è il capoluogo del distretto.